# Club Cultural y Deportivo Alberite
El Club Cultural y Deportivo Alberite es un club de fútbol de la localidad de Alberite (La Rioja) España. Fue fundado en 1967, y milita en Regional Preferente de La Rioja desde su descenso en la temporada 2023-24.

## Historia
Fundado en 1967 participó hasta la temporada 1985-86 en la competiciones regionales de la Federación Navarra de Fútbol pasando en 1986 a la recién creada Federación Riojana de Fútbol siendo inscrito en la Regional Preferente.
En la temporada 1987-88 el C. C. D. Alberite se proclamó campeón de liga y ascendió a  Tercera División, teniendo un paso efímero en la categoría al finalizar en 19.ª posición.
El club arlequinado no regresó a Tercera División hasta la temporada 2000-01, iniciando una etapa donde el C. C. D. Alberite se ha caracterizado por ser un equipo ascensor sumando 8 ascensos a  Tercera División (1999-00, 2001-02, 2004-05, 2006-07, 2012-13, 2014-15, 2017-18 y 2022-23) y 8 descensos a Regional Preferente (2000-01, 2003-04, 2005-06, 2009-10, 2013-14, 2015-16, 2020-21y 2023-24).
A lo largo de su historia el club riojano ha logrado 4 campeonatos de liga de Regional Preferente de La Rioja, siendo su mejor puesto la 13.ª plaza lograda en la temporada 2002-03 en Tercera División.
En la temporada 2024-25, su 5.º puesto le valió una clasificación para la Copa del Rey por primera vez en su historia, al quedar por detrás de la S. D. Logroñés "B", que estaba vetada en esta competición por ser un equipo filial.

## Uniforme
- Primera equipación: Camiseta arlequinada azul y amarilla, pantalón azul y medias azules y amarillas.
- Segunda equipación: Camiseta blanca, pantalón blanca y medias blancas.
- Tercera equipación: Camiseta roja, pantalón azul y medias blancas.

## Estadio
El Alberite disputa sus partidos en el campo municipal Marino Sáenz Andollo que cuenta con una capacidad de 2000 espectadores. Es un campo situado a las afueras del municipio de Alberite dentro del recinto de las piscinas municipales, en la carretera de Albelda de Iregua.

## Palmarés
Nota: en negrita competiciones vigentes en la actualidad.
| Competición regional                  | Títulos                             | Subcampeonatos                               |
| ------------------------------------- | ----------------------------------- | -------------------------------------------- |
| Regional Preferente de La Rioja (4/5) | 1987-88, 1991-92, 1998-99, 2004-05. | 1989-90, 2006-07, 2012-13, 2017-18, 2022-23. |
| Primera Regional de Navarra (1/0)     | 1984-85.                            |                                              |
| Segunda Regional de Navarra (0/1)     |                                     | 1982-83.                                     |

## Datos del club
- Temporadas en Primera División: 0
- Temporadas en Segunda División: 0
- Temporadas en Primera Federación: 0
- Temporadas en Segunda Federación: 0
- Temporadas en Tercera Federación / Tercera División: 14
- Mejor puesto en la liga: 13.º en Tercera División de España (temporada 2002-03)

## Trayectoria

### Histórico de temporadas
| Temporada | División     | Puesto |
| --------- | ------------ | ------ |
| 1969-70   | 2.ª Regional | 8.º    |
| 1970-71   | 2.ª Regional | 7.º    |
| 1971-72   | 2.ª Regional | 12.º   |
| 1972-73   | 2.ª Regional | 13.º   |
| 1973-74   | 2.ª Regional | 11.º   |
| 1974-75   | 1.ª Regional | 8.º    |
| 1975-76   | 1.ª Regional | 16.º   |
| 1976-77   | 2.ª Regional | 13.º   |
| 1977-78   | 2.ª Regional | 5.º    |
| 1978-79   | 2.ª Regional | 3.º    |
| 1979-80   | 1.ª Regional | 7.º    |
| 1980-81   | 1.ª Regional | 3.º    |
| 1981-82   | 1.ª Regional | 14.º   |
| 1982-83   | 2.ª Regional | 2.º    |
| 1983-84   | 1.ª Regional | 8.º    |
| 1984-85   | 1.ª Regional | 1.º    |
| 1985-86   | Preferente   | 20.º   |
| 1986-87   | Preferente   | 5.º    |
| 1987-88   | Preferente   | 1.º    |

| Temporada | División        | Puesto |
| --------- | --------------- | ------ |
| 1988-89   | 3.ª (Grupo XV)  | 19.º   |
| 1989-90   | Preferente      | 2.º    |
| 1990-91   | Preferente      | 6.º    |
| 1991-92   | Preferente      | 1.º    |
| 1992-93   | Preferente      | 8.º    |
| 1993-94   | Preferente      | 3.º    |
| 1994-95   | Preferente      | 11.º   |
| 1995-96   | Preferente      | 19.º   |
| 1996-97   | Preferente      | 7.º    |
| 1997-98   | Preferente      | 4.º    |
| 1998-99   | Preferente      | 1.º    |
| 1999-00   | Preferente      | 4.º    |
| 2000-01   | 3.ª (Grupo XV)  | 20.º   |
| 2001-02   | Preferente      | 4.º    |
| 2002-03   | 3.ª (Grupo XV)  | 13.º   |
| 2003-04   | 3.ª (Grupo XV)  | 21.º   |
| 2004-05   | Preferente      | 1.º    |
| 2005-06   | 3.ª (Grupo XVb) | 17.º   |
| 2006-07   | Preferente      | 2.º    |

| Temporada | División             | Puesto |
| --------- | -------------------- | ------ |
| 2007-08   | 3.ª (Grupo XVI)      | 14.º   |
| 2008-09   | 3.ª (Grupo XVI)      | 16.º   |
| 2009-10   | 3.ª (Grupo XVI)      | 20.º   |
| 2010-11   | Preferente           | 6.º    |
| 2011-12   | Preferente           | 11.º   |
| 2012-13   | Preferente           | 2.º    |
| 2013-14   | 3.ª (Grupo XVI)      | 20.º   |
| 2014-15   | Preferente           | 3.º    |
| 2015-16   | 3.ª (Grupo XVI)      | 20.º   |
| 2016-17   | Preferente           | 4.º    |
| 2017-18   | Preferente           | 2.º    |
| 2018-19   | 3.ª (Grupo XVI)      | 15.º   |
| 2019-20   | 3.ª (Grupo XVI)      | 15.º   |
| 2020-21   | 3.ª (Grupo XVI)      | 21.º   |
| 2021-22   | Preferente           | 3.º    |
| 2022-23   | Preferente           | 2.º    |
| 2023-24   | 3.ª Fed. (Grupo XVI) | 18.º   |
| 2024-25   | Preferente           | 5.º    |
| 2025-26   | Preferente           |        |

LEYENDA
```
 :Ascenso de categoría

 :Descenso de categoría
```

### Participaciones en promociones de ascenso
| Temporada | Liga                | Ronda            | Rival                             | Ida | Vuelta | Global |  | Ascenso |
| --------- | ------------------- | ---------------- | --------------------------------- | --- | ------ | ------ |  | ------- |
| 1989-90   | Regional Preferente | Final            | A. D. Noáin                       | 0-1 | 4-1    | 1-5    |  |         |
| 2001-02   | Regional Preferente | Final            | C. D. Lourdes                     | 5-0 | 1-2    | 7-1    |  |         |
| 2021-22   | Regional Preferente | Cuartos de final | C. P. Calasancio                  | 3-0 | 3-0    | 3-0    |  |         |
| 2021-22   | Regional Preferente | Semifinal        | Racing Rioja C. F. Super Nova "B" | 2-4 | 2-4    | 2-4    |  |         |

### Participaciones en promociones de permanencia
| Temporada | Liga             | Ronda | Rival        | Ida | Vuelta | Global |  | Descenso |
| --------- | ---------------- | ----- | ------------ | --- | ------ | ------ |  | -------- |
| 1989-90   | Tercera División | Final | C. D. Berceo | 2-1 | 0-0    | 2-1    |  |          |